# خوتا ووکومسکا
خوتا ووکومسکا (به لهستانی:  Huta Łukomska) یک روستا در لهستان است که در گمینا زاگوروو واقع شده‌است. خوتا ووکومسکا ۷۷ نفر جمعیت دارد.